# ヴァーサス・ゾンビ 時空を越えた生きる屍
『ヴァーサス・ゾンビ 時空を越えた生きる屍』（原題：Το Κακό 2: Στην Εποχή Των Ηρώων）は、2009年のギリシャのゾンビ映画。 

## スタッフ
- 監督：ヨルゴス・ノウシアス
- 脚本：ヨルゴス・ノウシアス
- 製作：ヨルゴス・ノウシアス、クラウディオ・ボリヴァー
- 音楽：グリゴリス・グリゴロポウロス、タノス・カラバジアキス
- 撮影：クラウディオ・ボリヴァー、ペトロス・ノウシアス

## キャスト
- アンドレアス・コントプーロス
- アルギリス・タナソウラス
- アポストリス・トッチカス
- メレティス・ゲオルギアディス
- ビリー・ゼイン
- マリー・ツォニ
- ペピ・モスコヴァコウ